# Црвено, бело и краљевски плаво
Црвено, бело и краљевски плаво (енгл. Red, White & Royal Blue) јесте љубавни роман са ЛГБТ+ тематиком америчког аутора Кејси Меквистон. Објављен је 14. маја 2019. године за St. Martin's Griffin. Усредсређује се на Алекса Клермонта Дијаза, првог сина Сједињених Држава, и његову везу са Хенријем, британским принцом. По објављивању, роман је добио позитивне критике уз похвале за своју репрезентацију геј везе. Филмска адаптација објављена је на платформи Amazon Prime Video 11. августа 2023. године.

## Позадина
Меквистон први пут долази на идеју која ће постати Црвено, бело и краљевски плаво током председничких избора у Сједињеним Државама 2016. године. Током гледања HBO хумористичке серије Потпредседница и читања биографије Хилари Клинтон од Карла Бернштајна, Жена на челу и Краљевско ми Хедер Кокс и Џесике Морган, појављује се интерес за екстравагантни стил живота високог профила краљевске породице, те се јавља жеља за писањем сопствене приче у којој се појављује краљевска породица.

## Радња
Алекс Клермонт Дијаз је син Елен Клермонт, прве жене председнице Сједињених Држава, која се кандидује за реизбор 2020. године. Алекс, заједно са својом сестром Џун и њиховом пријатељицом Нором (унуком потпредседника), присуствује краљевском венчању. Алекс је одувек презирао принца Хенрија, млађег младожењиног брата, и након сукоба на венчању, њих двоје завршавају у физичкој свађи која кулминира њиховим упадањем у, и уништавањем свадбене торте.
Инцидент је фотографисан и широко објављен, а обе стране приморавају Алекса и Хенрија да се претварају да су пријатељи један с другим како би спречили да то постане потпуна дипломатска и медијска криза која би одвратила пажњу од изборне кандидатуре Алексове мајке. Док је у почетку настојање да се штета контролише, током дипломатске посете, двојица дечака постају пријатељи, извињавају се један другом и размењују бројеве. Њих двоје се временом зближавају и Хенри је касније позван на годишњу новогодишњу забаву где Хенри љуби Алекса. Хенри излази из ормара као геј и Алекс схвата да је бисексуалац. Они започињу тајну везу пријатеља са бенефицијама и почињу да пишу кокетне имејлове док истовремено граде блиску везу један са другим. Алекс потом почиње да развија осећања према Хенрију.
Алекс се обраћа свом ментору и пријатељу, сенатору Рафаелу Луни за помоћ, само да би открио да је он кандидат за потпредседника уз Елениног противника, Џефрија Ричардса. На крају се аутује својој мајци која га подржава, али га подсећа да мора да се увери да је веза стварна, а не само пролазан тренутак. Хенри почиње да игнорише Алексове поруке и након што се Алекс суочи са њим, Хенри му даје до знања да због краљевске породице неће моћи да имају прави однос. Он даје Алексу свој печатни прстен, настављајући њихову тајну везу.
Њихова веза постаје јавна када њихови имејлови и фотографије процуре у штампу. Приморани су да се држе подаље један од другог док Еленин тим решава ситуацију. Алекс лети у Енглеску као подршка Хенрију док се он аутује својој породици, укључујући Хенријеву баку, краљицу, која тврди да их свет никада неће прихватити онаквима какви јесу. Како се ово дешава, све већи број људи се окупља око палате како би изразили подршку и Хенрију и Алексу. Нора на крају сазнаје да је Ричардсова кампања процурила мејлове и фотографије, уз помоћ Луна. Након што се суочи са њим, Луна каже Алексу да је променио страну да би разоткрио Ричардса као сексуалног предатора. Елен побеђује на изборима, а Хенри се придружује Алексу на сцени, те постају званични пар.
У додатном поглављу колекционарског издања, описани су догађаји у годинама које следе, те је откривено да Алекс и Хенри и даље живе заједно, срећни, те Алекс покушава да заврши право, док је Хенри абдицирао своју титулу и постао филантроп. Њих двојца су имали мало венчање, а указано је и на могућу романсу између Норе и Џун.

## Ликови

### Главни ликови
- Алекс Клермонт Дијаз је први син Сједињених Држава и брат Џун Клермонт Дијаз. Књига је написана из његове перспективе.
- Принц Хенри Фокс Монткристен Виндзор је британски принц и четврти у реду за британски трон.
- Џун Клермонт Дијаз је прва ћерка САД и сестра Алекса Клермонта Дијаза.
- Елен Клермонт је прва жена председница Сједињених Држава. Демократа из Тексаса, она мајка је Алекса и Џун Клермонт Дијаз и бивша супруга Оскара Дијаза.
- Захра Банкстон је заменица шефа кабинета Елен Клермонт.
- Нора Холеран је унука потпредседника Мајка Холерана. Заједно са Алексом и Џун Клермонт Дијаз, она чини „трио Беле куће”.
- Перси „Пез” Оконјо је најбољи пријатељ принца Хенрија. Оснивач је више добротворних и непрофитних организација.
- Принцеза Беатрис Фокс Монткристен Виндзор је старија сестра принца Хенрија и млађа сестра принца Филипа. Бивша је зависница од кокаина, коју је развила након очеве смрти. Трећа је у реду за британски трон.

### Споредни ликови
- Ејми Чен је трансродни агент Тајне службе и обезбеђење прве породице.
- Касијус (који се такође назива „Кеш”) је још један члан обезбеђења прве породице. Он је пансексуалац.
- Оскар Дијаз је амерички сенатор из Калифорније, отац Алекса и Џун Клермонт Дијаз, и бивши муж Елен Клермонт.
- Мајк Холеран је потпредседник САД. Он је деда Норе Холеран.
- Рафаел Луна је млади независни амерички сенатор из Колорада. Латино је и отворено геј. Алекс Клермонт Дијаз је водио његову кампању и њих двојца су блиски пријатељи.
- Џефри Ричардс је републиканац крајње деснице номинован да се суочи са Елен Клермонт на председничким изборима 2020.
- Шан Шривастава је коњаник принца Хенрија. Током трајања књиге он се вери са Захром Банкстон.
- Принц Филип Фокс Монткристен Виндзор је старији брат принца Хенрија и принцезе Беатрис и други је у реду за британски трон
- Принцеза Кетрин Фокс Монткристен Виндзор је мајка принца Филипа и принцезе Беатрис и принца Хенрија. Она је наследница британског престола
- Краљица Мери је британски монарх, мајка принцезе Кетрин, бака принца Филипа, принцезе Беатрис и принца Хенрија

## Пријем
Роман је добио углавном позитивне критике, посебно због свог представљања геј везе. Kirkus Reviews пише да је „Снага Маквинстон у дијалогу” као и у „богатим, добро илустрованим ликовима”. Publishers Weekly роман Црвено, бело и краљевски плаво оцењује као „изузетно обећавајући почетак”. Nerd Daily каже да је роман „апсолутни драгуљ” и похвалио „изузетну бригу” Маквинстон у креирању ликова, дајући књизи оцену десет од десет. The Hoya такође даје позитивну оцену роману, истичући „изразити миленијалски хумор“ и „спектакуларне споредне ликове“. Наглашено је, међутим, да заплет није нужно реалистичан.
Роман је уврштен на листу бестселера Њујорк тајмса у за јун 2019. године. Маквистон изјављује своје одушевљење пријемом романа и изјављује да су вођени разговари о потенцијалном наставку. Црвено, бело и краљевски плаво освојила је награду Алекс за 2020. и награду Goodreads Choice за 2019. за најбољу романсу и најбољи деби.
Шведска Netflix телевизијска серија Млади краљевићи је упоређена са Црвено, бело и краљевски плаво због сличности неких делова радње.

## Колекционарско издање
Дана 11. октобра 2022. године, објављено је колекционарско издање књиге са измењеном корицом и новим поглављем написаним из Хенријеве перспективе.
Више референци на серијал о Харију Потеру је уклоњено из новијих издања романа, нешто што је Алиса Шотвел магазина The Mary Sue оценила као „резултат трансфобичног активизма ауторке Џеј-Кеј Роулинг”. Један ред текста везан за конфликт у Израелу је такође измењен.

## Филмска адаптација
У априлу 2019. објављено је да је Amazon Studios победио у лицитацији за филмска права за Црвено, бело и краљевски плаво, које би продуцирали Berlanti Productions. У октобру 2021. године, објављено је да ће драматург и сценариста Метју Лопез режирати филм.
У јуну 2022. године, објављено је да ће Тејлор Захар Перез и Николас Голицин тумачити главне улоге у филму, глумећи Алекса Клермонта Дијаза и принца Хенрија. Потврђено је да Ума Турман игра Елен Клермонт. Објављено је и да ће се Клифтон Колинс Млађи, Стивен Фрај, Сара Шахи, Рејчел Хилсон, Ели Бамбер, Анеш Шет, Поло Морин, Ахмед Елхај и Акшај Кана такође придружити глумачкој екипи. Продукција је почела у Уједињеном Краљевству истог месеца. У јулу 2022, Шерон Д. Кларк, Малколм Атобра и Томас Флин се придружују глумачкој екипи. Томас Флин је добио улогу принца Филипа. Главни глумци су на Instagram-у потврдили да је снимање завршено до августа 2022. године.
Филм је објављен преко платформе Amazon Prime Video 11. августа 2023. године.